# Udyl
Udyl (rusky Удыль) je jezero v Chabarovském kraji v Rusku. Má rozlohu 330 km². Je 50 km dlouhé a přibližně 9 km široké, protáhnuté z jihozápadu na severovýchod. Dosahuje maximální hloubky 5 m.

## Pobřeží
Severní břeh je zvýšený, místy skalnatý. Jižní břeh je nízký a bažinatý.

## Vodní režim
Leží na levém břehu dolního toku Amuru, se kterým je spojené ramenem Uchta. Největší přítok je řeka Biči.